# 大和 (唐朝)
大和（827年二月—835年十二月）或作太和，是唐文宗李昂的第一個年號，共计9年。

## 改元
- 寶曆三年——二月十三日，改元大和元年。[2][3][4]
- 大和十年——正月一日，改元開成元年。[5][6][7]

## 逝世
- 元稹

## 紀年
| 大和 | 元年  | 二年  | 三年  | 四年  | 五年  | 六年  | 七年  | 八年  | 九年  |
| ---- | ----- | ----- | ----- | ----- | ----- | ----- | ----- | ----- | ----- |
| 公元 | 827年 | 828年 | 829年 | 830年 | 831年 | 832年 | 833年 | 834年 | 835年 |
| 干支 | 丁未  | 戊申  | 己酉  | 庚戌  | 辛亥  | 壬子  | 癸丑  | 甲寅  | 乙卯  |

## 同期存在的其他政权年号
- 中國
  - 建興（819年－830年）：渤海—渤海宣王大仁秀之年號
  - 咸和（831年－857年）：渤海—渤海宣王大彝震之年號
  - 保和（824年－839年）：南詔—勸豐祐之年號
  - 彝泰（815年－838年）：吐蕃—可黎可足贊普赤祖德贊之年號
- 日本
  - 天長（824年－834年）：平安時代—淳和天皇之年號
  - 承和（834年－848年）：平安時代—仁明天皇之年號

## 參看
- 中國年號索引
- 其他使用大和、太和年號的政權